# 訃報 2019年11月
訃報 2019年11月（ふほう 2019ねん11がつ）では、2019年11月に物故した、又は物故が報じられた人物についてまとめる。

## (1日 - 15日)

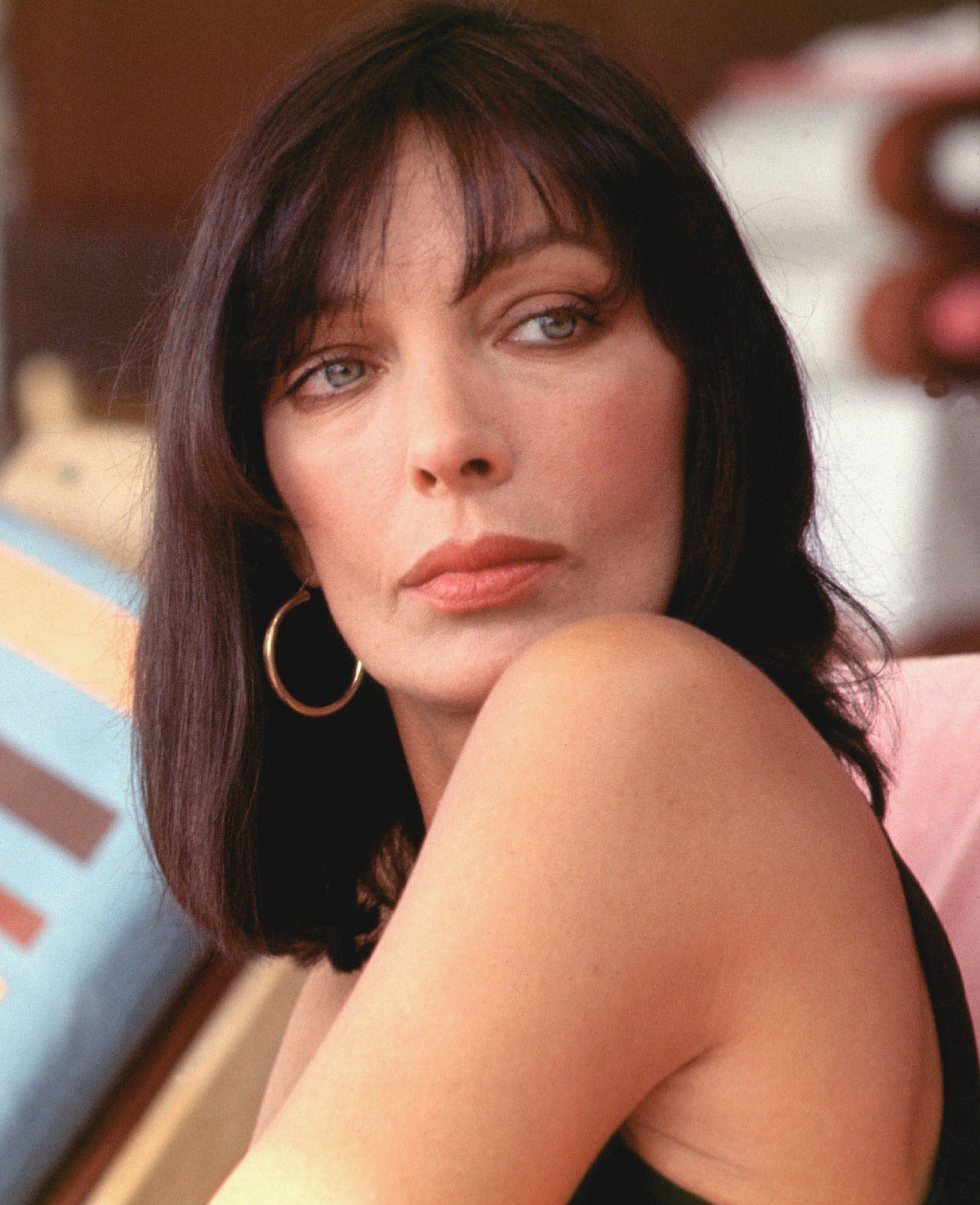
マリー・ラフォレ／11月2日没

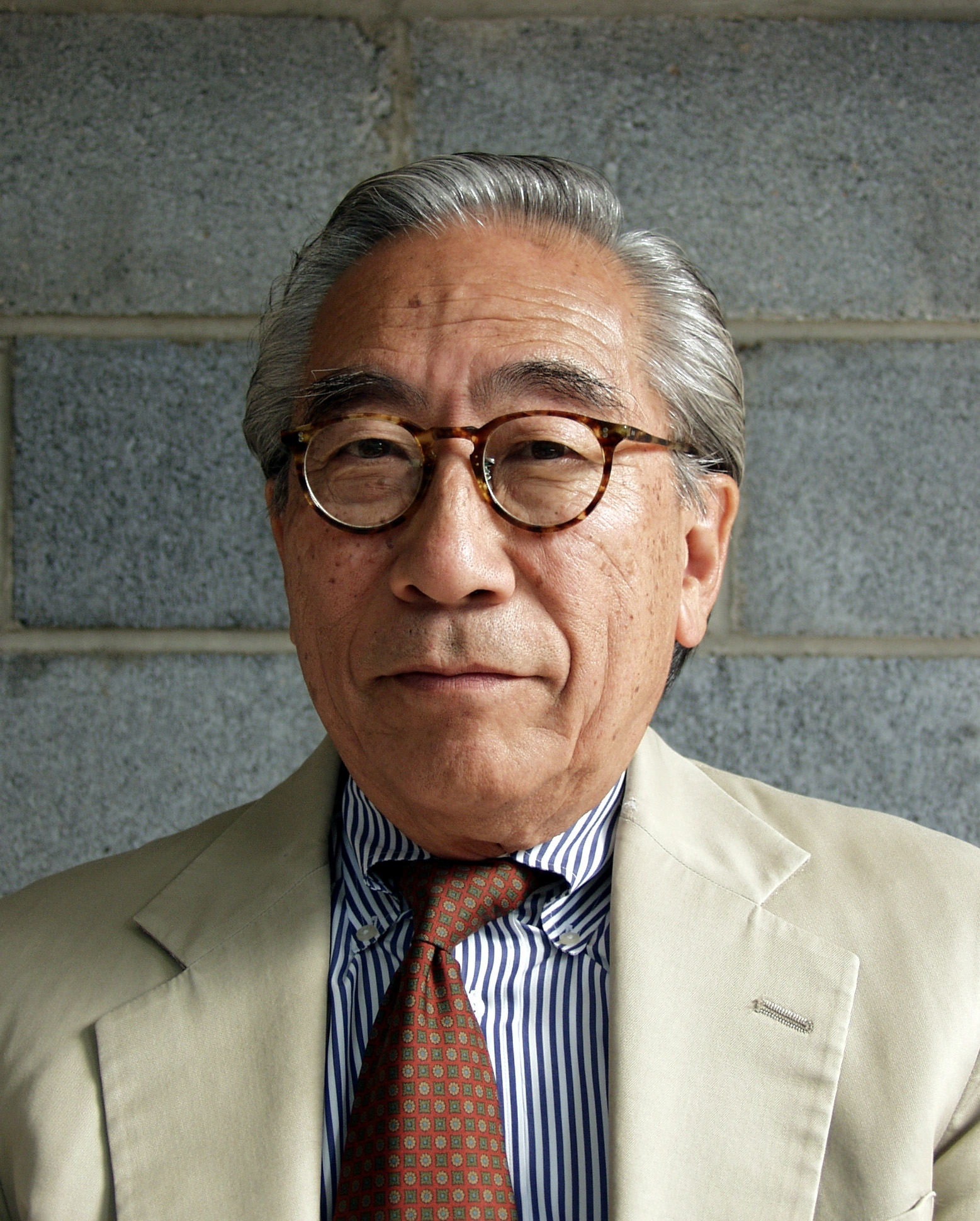
ショウジ・サダオ／11月3日没

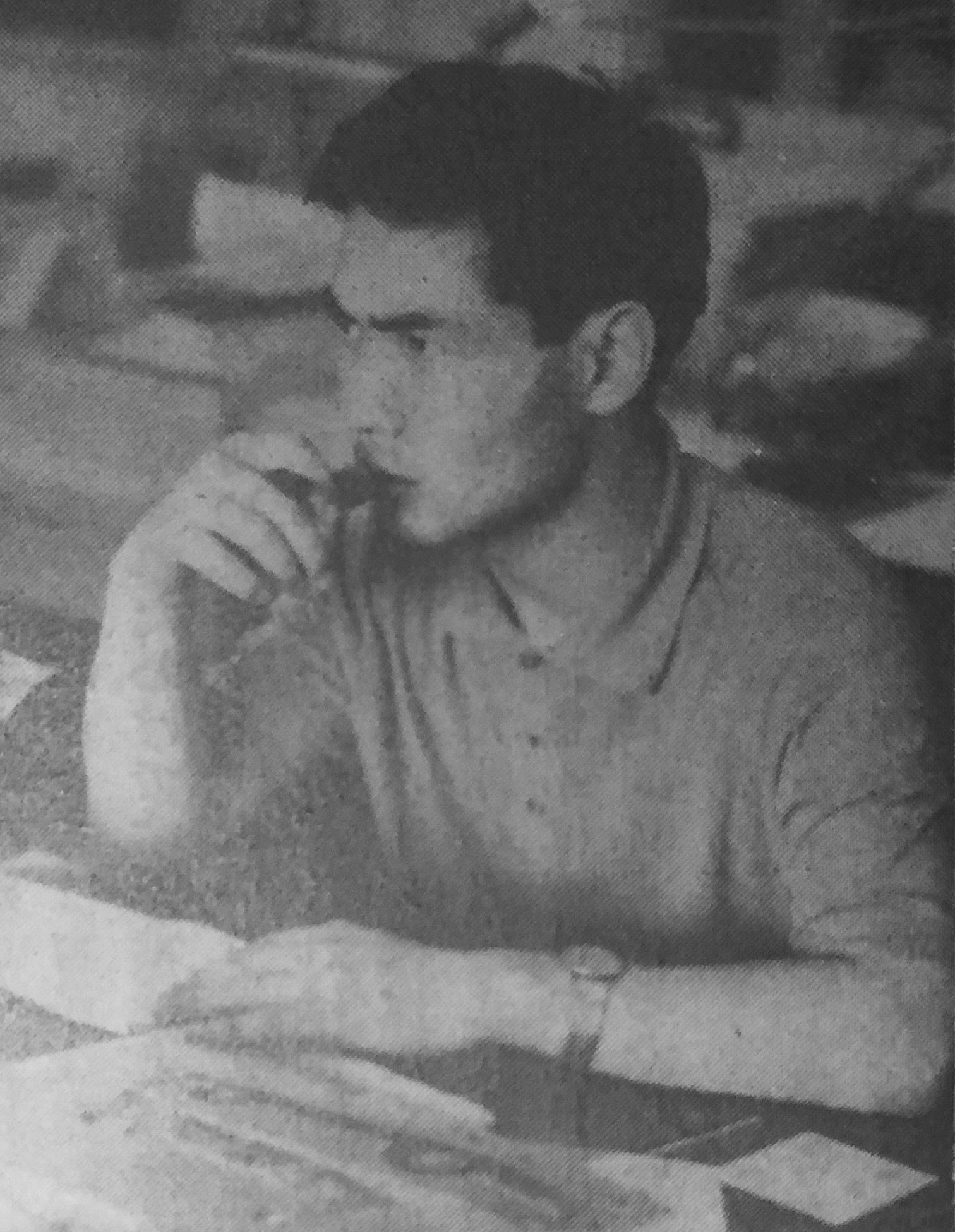
眉村卓／11月3日没

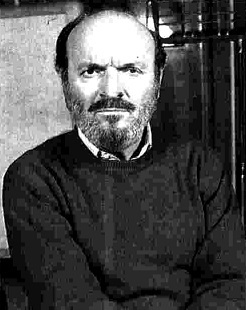
オメロ・アントヌッティ／11月5日没

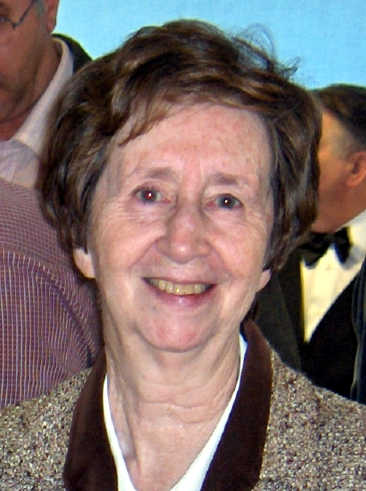
マルガリータ・サラス／11月7日没

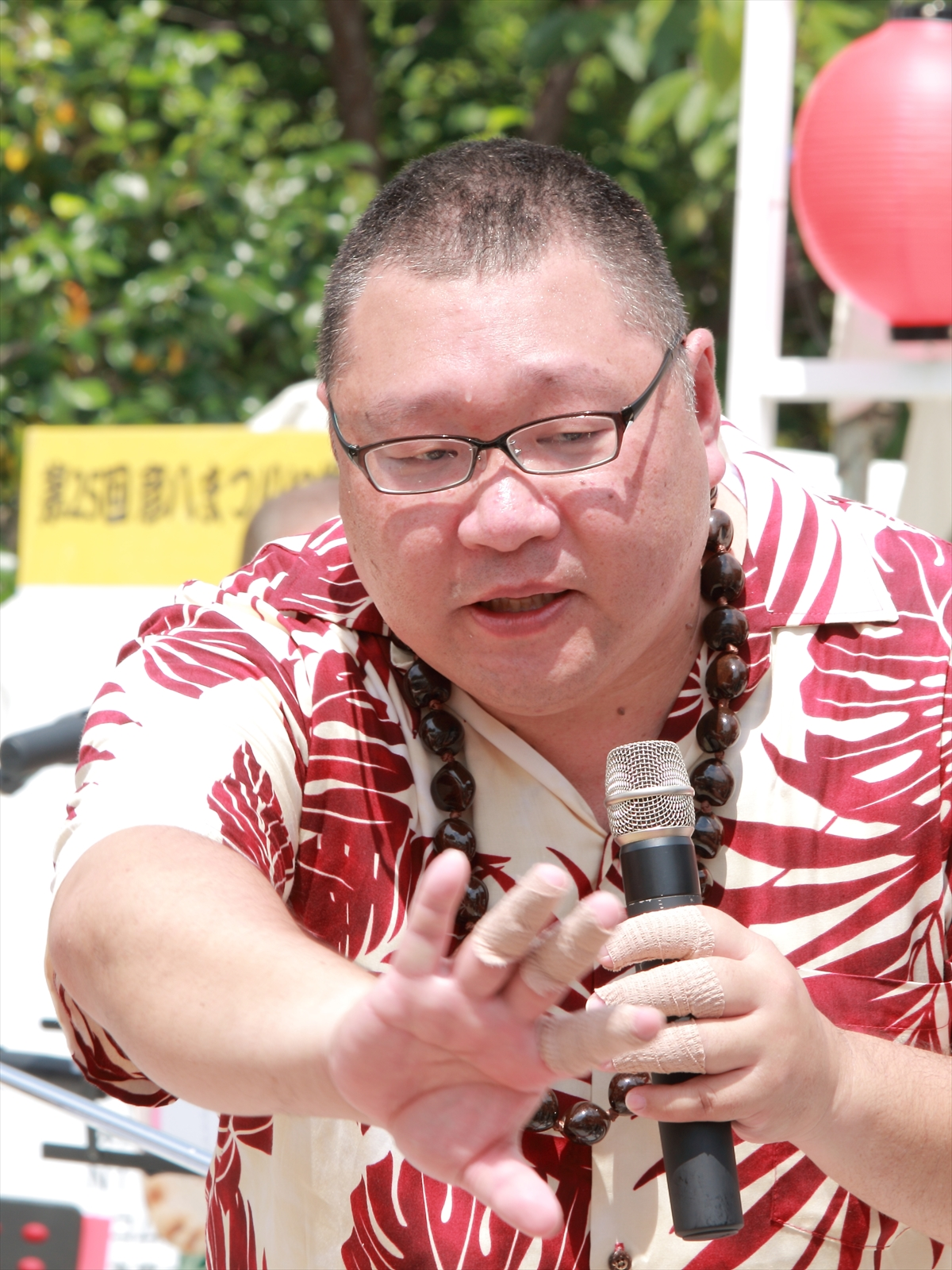
桂三金／11月9日没

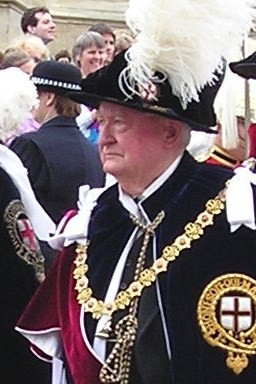
エドウィン・ブラモール／11月12日没

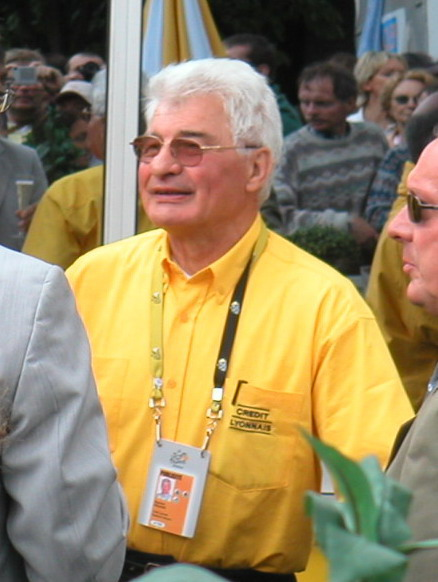
レイモン・プリドール／11月13日没

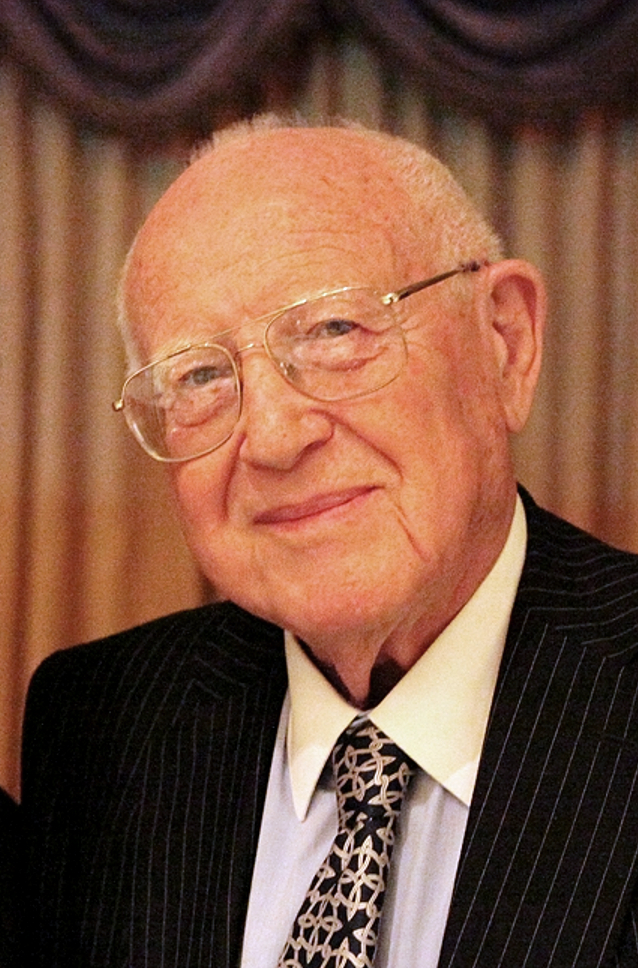
ブランコ・ラスティグ／11月14日没

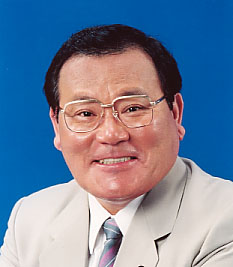
阪上善秀／11月14日没

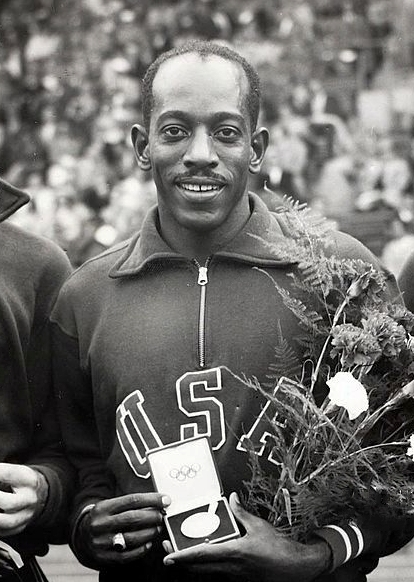
ハリソン・ディラード／11月15日没

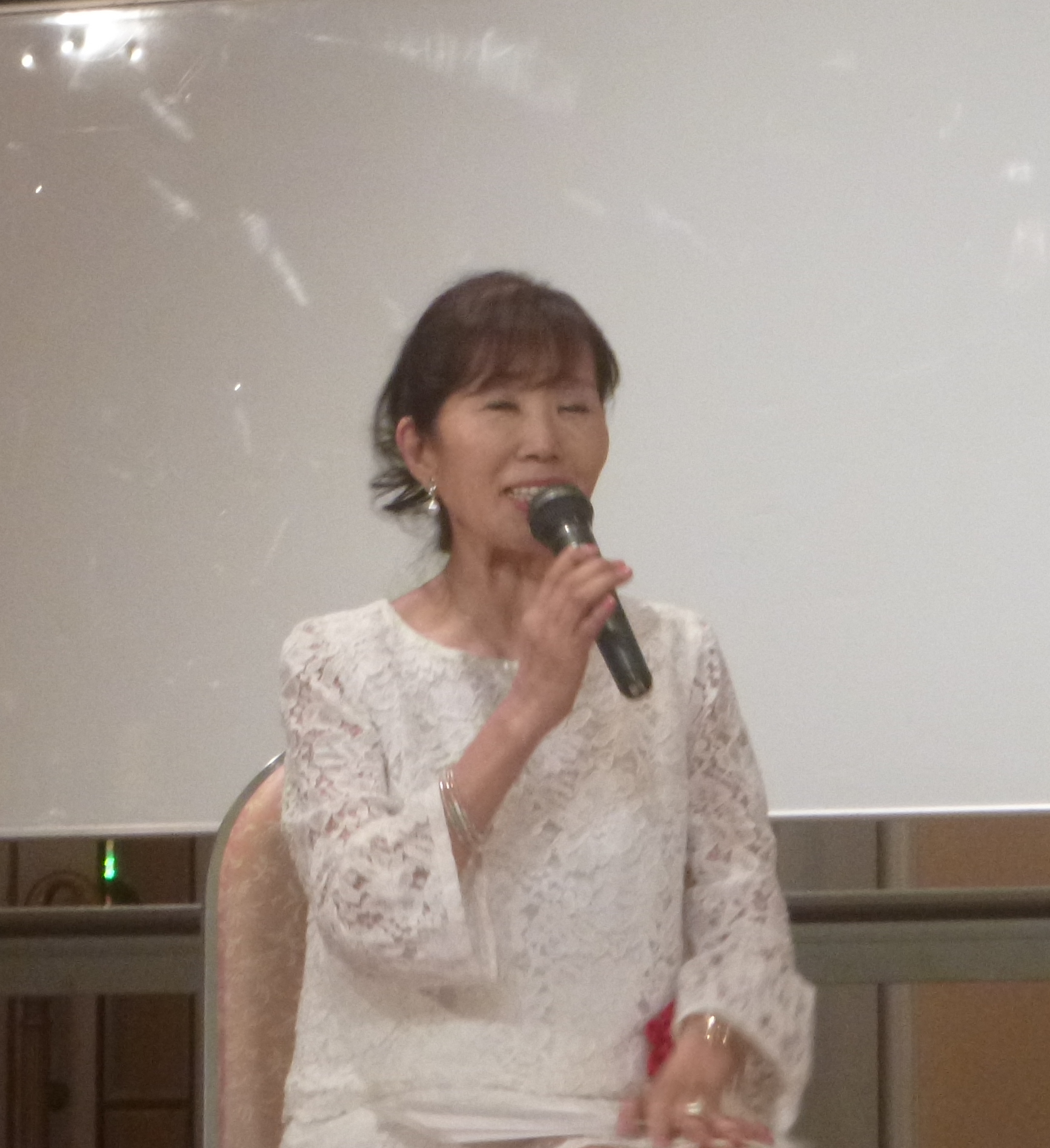
小川誠子／11月15日没

- 11月1日 - 荒巻恭士、日本の実業家、元きんでん会長（* 1926年?）[1]
- 11月1日 - ルーディー・ボッシュ（英語版）、アメリカ合衆国の元軍人、元海軍最先任上級兵曹長、リアリティ番組『サバイバー』出演者（* 1928年）[2]
- 11月1日 - ヨハネス・シャーフ（ドイツ語版）、ドイツの舞台監督、映画監督（* 1933年）[3]
- 11月1日 - ハム・ジュンア（朝鮮語版）、大韓民国の歌手（* 1952年）[4]
- 11月1日 - 鴈龍（鴈龍太郎）、日本の俳優（* 1964年）[5]
- 11月2日 - 石沢芳次郎、日本の経済学者、拓殖大学元学長・名誉教授、防衛大学校名誉教授（* 1915年）[6]
- 11月2日 - 西川治、日本の人文地理学者、東京大学名誉教授（* 1925年）[7]
- 11月2日 - アーウィン・フリドビッチ（英語版）、アメリカ合衆国の生化学者、デューク大学名誉教授（* 1929年）[8]
- 11月2日 - シグヴァルド・エリクソン（英語版）、スウェーデンのスピードスケート選手、1956年コルチナ・ダンペッツオオリンピック10000m金メダリスト（* 1930年）[9]
- 11月2日 - 原田耕治、日本の実業家、元酉島製作所社長（* 1931年?）[10]
- 11月2日 - マリー・ラフォレ、フランス出身の女優、歌手（* 1939年）[11]
- 11月2日 - ブライアン・タランティナ（英語版）、アメリカ合衆国の俳優（* 1959年）[12]
- 11月3日 - イベット・ランディ（英語版）、フランスの元レジスタンス活動家（* 1916年）[13]
- 11月3日 - ガート・ボイル（英語版）、ドイツ出身のアメリカ合衆国の実業家、コロンビア・スポーツウェア会長（* 1924年）[14]
- 11月3日 - ショウジ・サダオ、アメリカ合衆国の建築家（* 1927年）[15]
- 11月3日 - 多良政司、日本の録音技師（* 1951年）
- 11月3日 - 胡昭曦（中国語版）、中華人民共和国の歴史家（* 1933年）[16]
- 11月3日 - 眉村卓、日本のSF作家（* 1934年）[17]
- 11月3日 - フリーデマン・レイヤー、オーストリアの指揮者（* 1941年）[18]
- 11月3日 - 羽黒海憲司、日本の元大相撲力士、世話人（* 1966年）[19]
- 11月4日 - 永井敬司、日本の元軍人、ペリリューの戦い帰還兵最後の生存者（* 1921年?）[20]
- 11月4日 - ジャック・デュポン、フランスの元サイクルロードレーサー（* 1928年）[21]
- 11月4日 - ヤン・ストラースキー（英語版）、チェコスロバキアの政治家、最後の首相（* 1940年）[22]
- 11月4日 - トゥン・ルウィン（英語版）、ミャンマーの気象学者（* 1948年）[23]
- 11月4日 - 永村和照、日本の機械工学者、広島大学名誉教授（* 1950年?）[24]
- 11月4日 - ティミ・ハンセン（英語版）、デンマークのベーシスト、マーシフル・フェイトメンバー（* 1958年）[25]
- 11月4日 - ドミトリー・ワシレンコ（ロシア語版）、ロシアの体操競技選手、1996年アトランタオリンピック団体金メダリスト（* 1975年）[26]
- 11月5日 - 安田範、日本の政治家、元衆議院議員【日本社会党所属】（* 1927年）[27]
- 11月5日 - 好美清光、日本の法学者、一橋大学名誉教授（* 1929年）[28]
- 11月5日 - 青柳志郎、日本の書家（* 1932年?）[29]
- 11月5日 - アーネスト・J・ゲインズ（英語版）、アメリカ合衆国の作家（* 1933年）[30]
- 11月5日 - オメロ・アントヌッティ、イタリアの映画俳優（* 1935年）[31]
- 11月5日 - マイケル・シャーウッド（英語版）、アメリカ合衆国のミュージシャン（* 1959年）[32]
- 11月5日 - ローレル・グリッグス（英語版）、アメリカ合衆国の子役女優（* 2006年）[33]
- 11月6日 - ユリアン・ランペンス（英語版）、ベルギーの建築家（* 1926年）[34]
- 11月6日 - 北口博、日本の政治家、元衆議院議員【自由民主党所属】（* 1927年）[35]
- 11月6日 - 添田増太郎、日本の政治家、元参議院議員【自由民主党所属】（* 1928年）[36]
- 11月6日 - 山賀日出男、日本の俳優（* 1930年）[37]
- 11月6日 - レフ・アニンスキー（ロシア語版）、ロシアの文芸評論家、歴史家、脚本家（* 1934年）[38]
- 11月6日 - 小野繁、日本の医学者、岩手医科大学元学長・名誉学長（* 1941年）[39]
- 11月6日 - 松田弘一、日本の沖縄民謡歌手、三線奏者（* 1947年）[40]
- 11月6日 - 林志昇（中国語版）、中華民国の政治活動家、台湾民政府設立者（* 1950年）[41]
- 11月6日 - パトリック・ルイ・ヴィトン、フランスの鞄職人、ルイ・ヴィトン直系5代目子孫（* 1951年?）[42]
- 11月7日 - マリア・ペレーゴ（イタリア語版）、イタリアのアニメーション作家（* 1923年）[43]
- 11月7日 - ロバート・フリーマン、アメリカ合衆国の写真家（* 1936年）[44]
- 11月7日 - フィオレラ・ネグロ、イタリアのフィギュアスケート選手（* 1938年）[45]
- 11月7日 - マルガリータ・サラス、スペインの生化学者（* 1938年）[46]
- 11月7日 - ニック・パウエル（英語版）、イギリスの実業家、ヴァージン・レコード共同創業者（* 1950年）[47]
- 11月8日 - リュセット・デトゥーシュ（フランス語版）、フランスのダンサー、元ルイ＝フェルディナン・セリーヌ夫人（* 1912年）[48]
- 11月8日 - たむらちせい、日本の俳人（* 1928年）[49]
- 11月8日 - フレッド・ボングスト（イタリア語版）、イタリアのシンガーソングライター（* 1935年）[50]
- 11月8日 - 廣川洋一、日本の哲学者、筑波大学名誉教授（* 1935年）[51]
- 11月8日 - 小原伸元、日本の政治家、元岩手県旧大東町長（* 1935年）[52]
- 11月8日 - 友澤史紀、日本の建築材料学者、東京大学名誉教授（* 1940年）[53]
- 11月9日 - ジョン・ゴコンウェイ（英語版）、フィリピンの実業家、JGサミット・ホールディングス創業者（* 1926年）[54]
- 11月9日 - 西崎哲郎、日本の経済評論家、元共同通信社記者（* 1928年）[55]
- 11月9日 - 原野和夫、日本の新聞記者、実業家、時事通信社社長、太平洋野球連盟第8代会長（* 1928年）[56]
- 11月9日 - エリオ・ボンコンパーニ、イタリアの指揮者（* 1933年）[57]
- 11月9日 - 朴弘（朝鮮語版）、大韓民国の神父、民主化運動家（* 1941年）[58]
- 11月9日 - 桂三金、日本の落語家（* 1971年）[59]
- 11月9日 - ドワイト・リッチー（英語版）、オーストラリアのプロボクサー（* 1992年）[60]
- 11月10日 - 玉河晋次、日本の実業家、元新明和工業社長（* 1925年?）[61]
- 11月10日 - 観世元信、日本の能楽師、観世流太鼓方宗家（* 1931年）[62]
- 11月10日 - ヴェルナー・アンドレアス・アルベルト、ドイツの指揮者（* 1935年）[63]
- 11月10日 - シボーシュ・イシュトヴァーン（ハンガリー語版）、ハンガリーの水球選手、1976年モントリオールオリンピック金メダリスト（* 1948年）[64]
- 11月11日 - 米山稔、日本の実業家、ヨネックス創業者・ファウンダー名誉会長（* 1924年）[65]
- 11月11日 - 中村正、日本の俳優、声優（* 1929年）[66]
- 11月11日 - 出光豊、日本の実業家、元新出光社長（* 1930年）[67]
- 11月11日 - 平川幸男、日本の漫才師、お笑いコンビ「Wヤング」メンバー、歌手（* 1941年）[68]
- 11月11日 - 泰楽五郎、日本の演歌歌手（* 1951年?）[69]
- 11月11日 - ジェームズ・ル・メスリエール（英語版）、イギリスの元軍人、ボランティア組織ホワイト・ヘルメット創設者（* 1971年）[70]
- 11月11日 - バッド・アズ（英語版）、アメリカ合衆国のラッパー、ザ・ドッグ・パウンド準メンバー（* 1975年）[71]
- 11月11日 - チャールズ・ロジャーズ（英語版）、アメリカ合衆国のアメリカンフットボール選手（* 1981年）[72]
- 11月12日 - エドウィン・ブラモール、イギリスの陸軍軍人、一代貴族、政治家（* 1923年）[73]
- 11月12日 - 磯田啓二、日本の映画・テレビプロデューサー、作家（* 1934年）[74]
- 11月12日 - 田口光久、日本の元サッカー選手【三菱重工所属、元同国代表】（* 1955年）[75]
- 11月12日 - バハ・アブー・アル＝アタ（英語版）、パレスチナの武装組織指導者、イスラーム聖戦司令官（* 1977年）[76]
- 11月13日 - 安田章一郎、日本の英文学者、名古屋大学名誉教授（* 1914年）[77]
- 11月13日 - 柳島静江、日本の生物学者、京都大学名誉教授（* 1925年?）[78]
- 11月13日 - 田村多津夫、日本の脚本家、構成作家（* 1932年）[79]
- 11月13日 - レイモン・プリドール、フランスのサイクルロードレーサー（* 1936年）[80]
- 11月13日 - 西村繁樹、日本の作家、軍事評論家、元陸上自衛官、元防衛大学校教授（* 1947年）[81]
- 11月13日 - ジョセフュス・ティミュスター（英語版）、オランダのインテリア・ファッションデザイナー（* 1962年）[82]
- 11月13日 - キーラン・モドラ（英語版）、オーストラリアの水泳・タンデム自転車競技選手、1996年アトランタ・2004年アテネ・2008年北京・2012年ロンドンパラリンピック金メダリスト（* 1972年）[83]
- 11月13日 - 滝口幸広、日本の俳優（* 1985年）[84]
- 11月14日 - 杉本孝一、日本の工学者、関西大学名誉教授（* 1928年）[85]
- 11月14日 - 伊藤光男、日本の物理化学者、東北大学名誉教授（* 1929年）[86]
- 11月14日 - 遠藤栄松、日本の実業家、遠藤製作所創業者（* 1930年）[87]
- 11月14日 - ブランコ・ラスティグ、クロアチア出身の映画プロデューサー（* 1932年）[88]
- 11月14日 - 村木文郎、日本の実業家、野母商船会長（* 1933年）[89]
- 11月14日 - 木村汎、日本の国際政治学者、北海道大学名誉教授（* 1936年）[90][91]
- 11月14日 - 阪上善秀、日本の政治家、衆議院議員【自由民主党所属】、元兵庫県宝塚市長（* 1947年）[92]
- 11月15日 - ハリソン・ディラード、アメリカ合衆国の陸上競技選手、1948年ロンドン100m・400mリレー・1952年ヘルシンキオリンピック110mハードル・400mリレー金メダリスト（* 1923年）[93]
- 11月15日 - 岸暁、日本の銀行家、元東京三菱銀行（現三菱UFJ銀行）頭取（* 1930年）[94]
- 11月15日 - ジム・コーツ（英語版）、アメリカ合衆国の野球選手（* 1932年）[95]
- 11月15日 - 小林宏一、日本の社会学者、東京大学名誉教授（* 1942年）[96]
- 11月15日 - 小川誠子、日本の囲碁棋士、元女流本因坊（* 1951年）[97]

## (16日 - 30日)

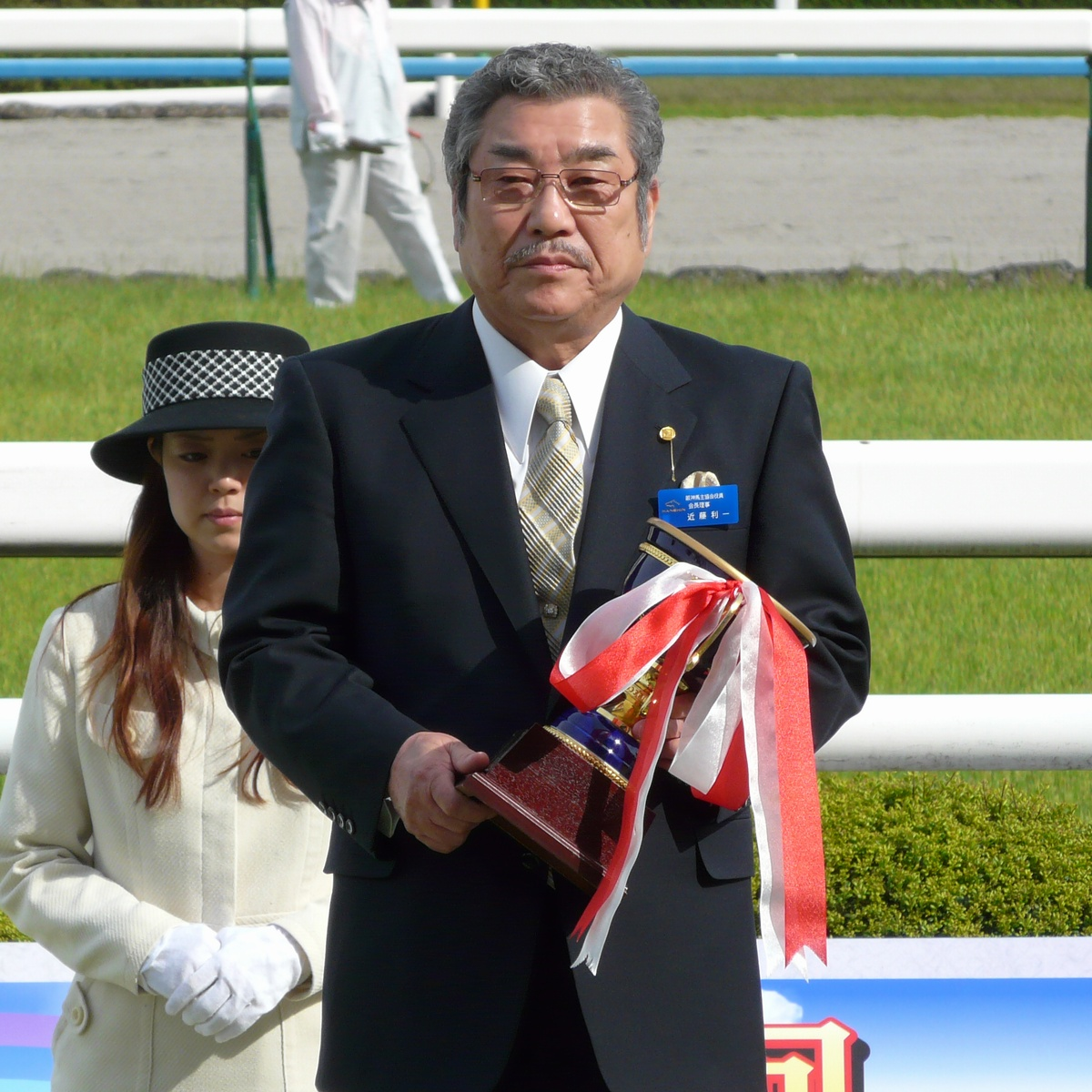
近藤利一／11月17日没

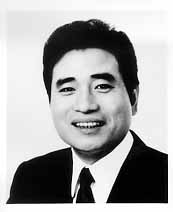
白川勝彦／11月18日没

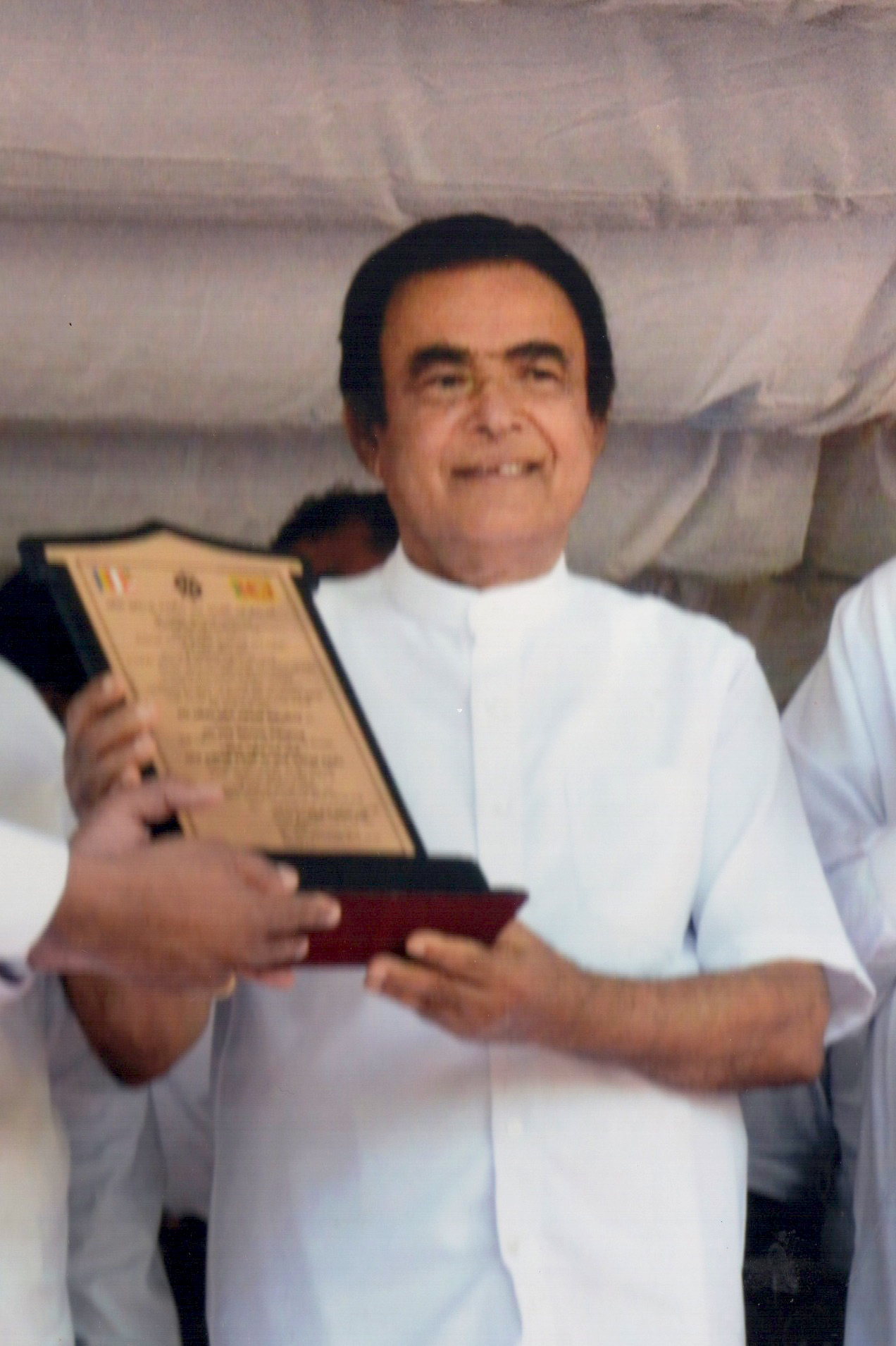
D. M. ジャヤラトナ／11月19日没

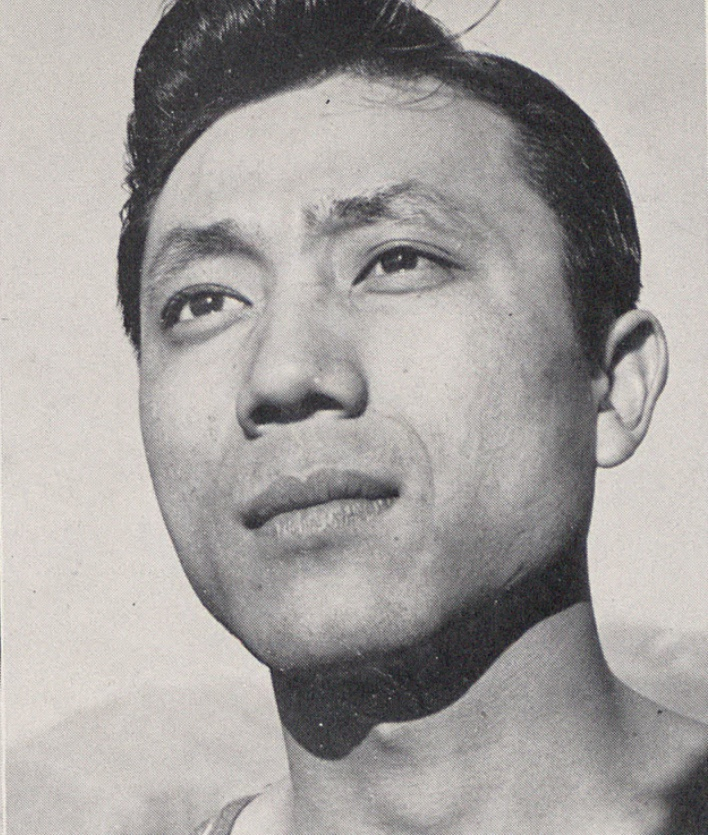
ワッツ・ミサカ／11月20日没

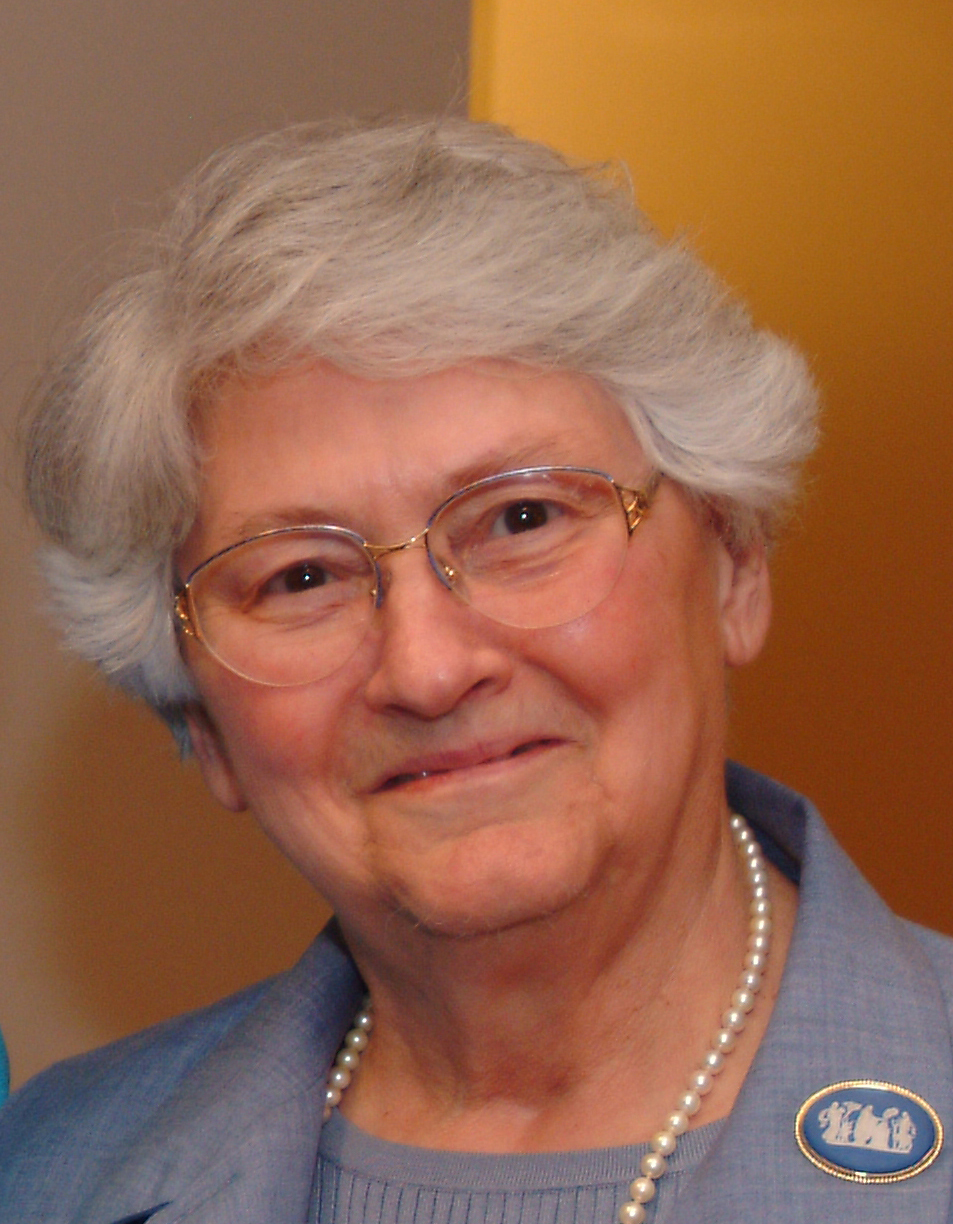
メアリー・グッド／11月20日没

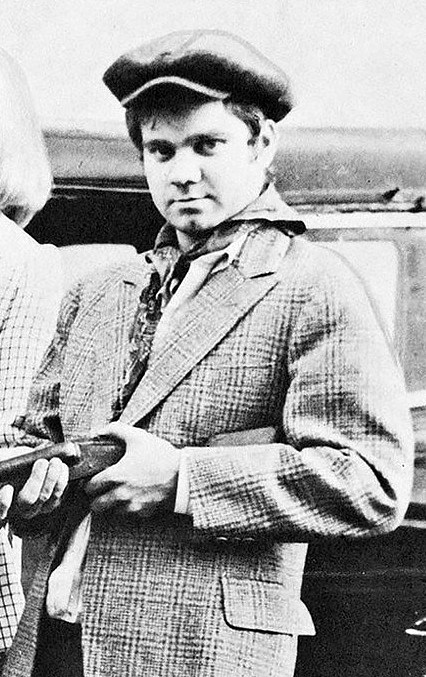
マイケル・J・ポラード／11月20日没

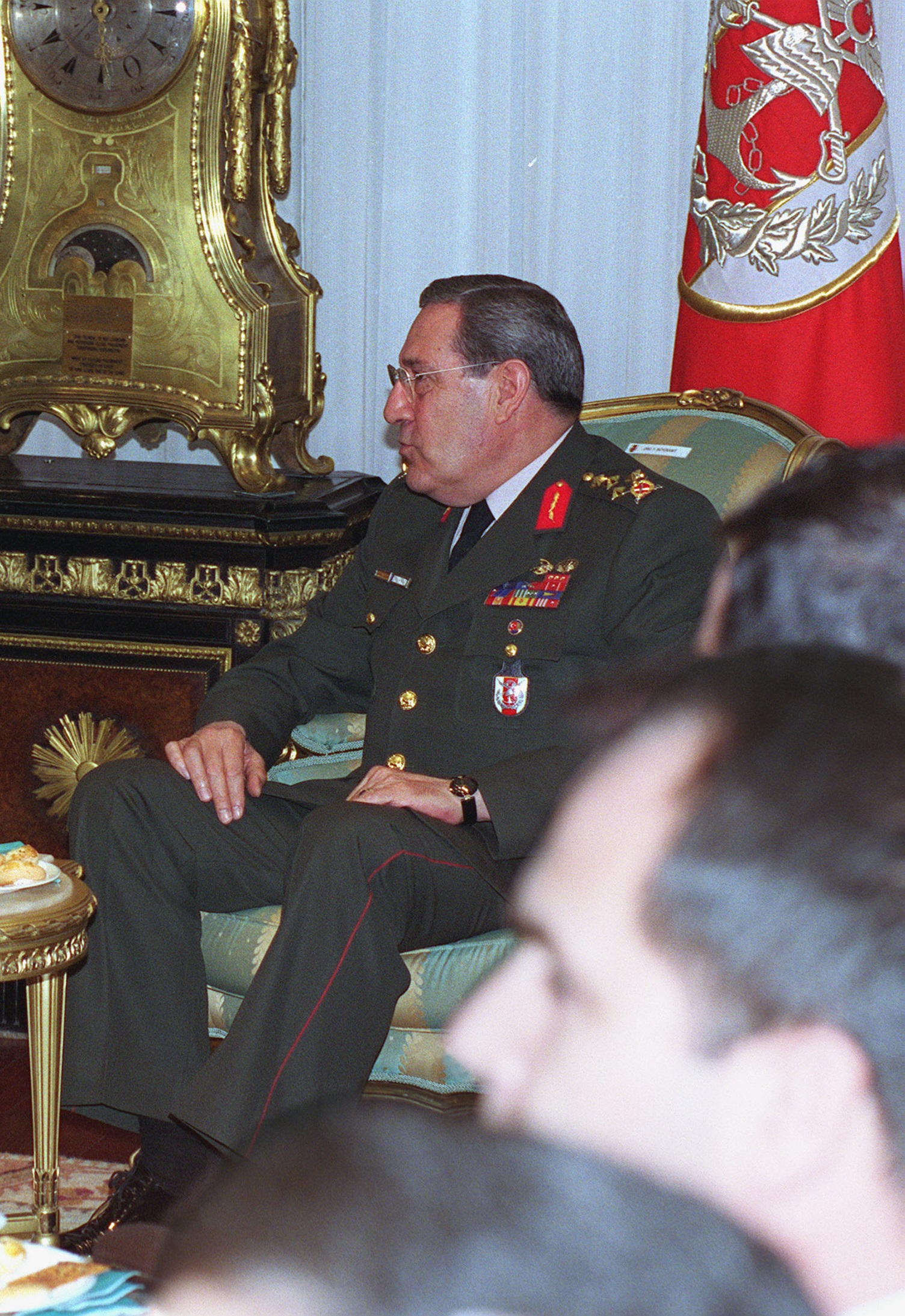
ヤシャル・ビュユクアヌト／11月21日没

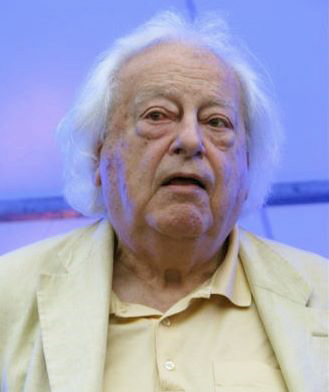
ジャン・ドゥーシェ／11月22日没

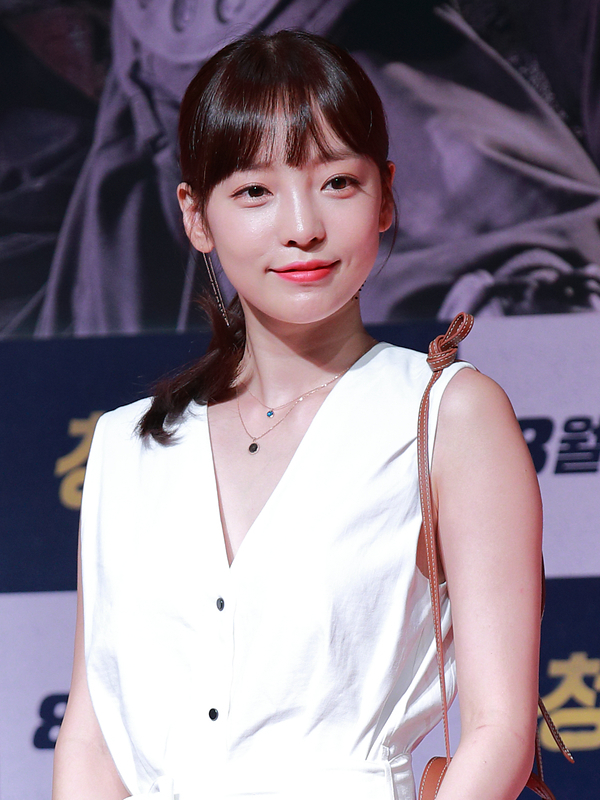
ク・ハラ／11月24日没

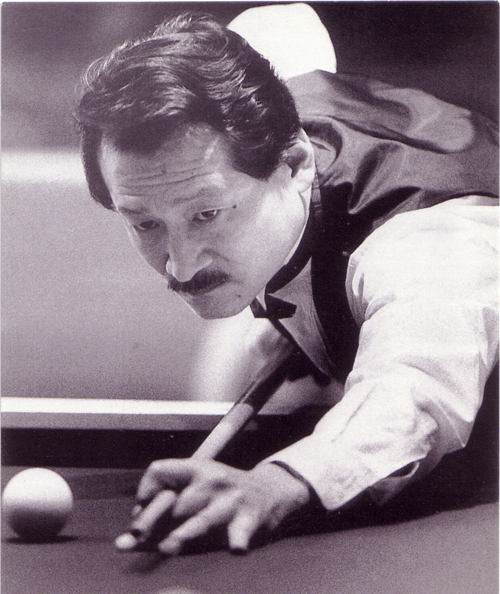
小林伸明／11月25日没

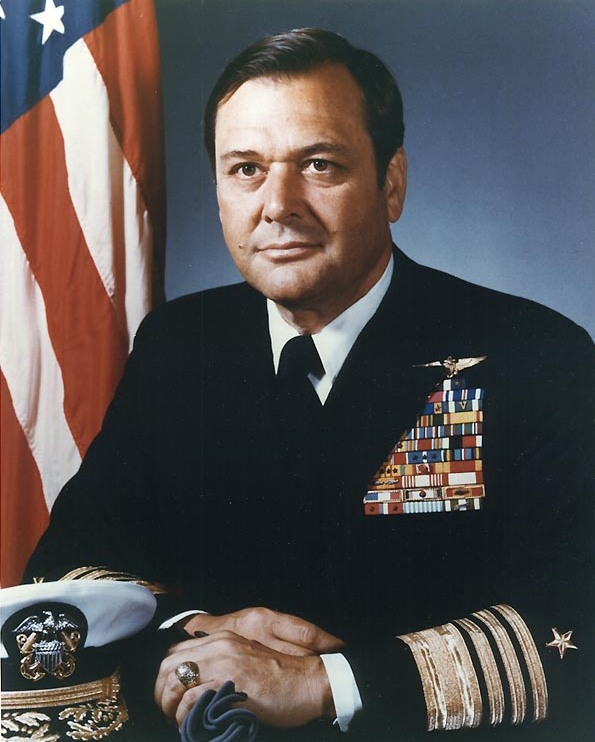
ジェームズ・ホロウェイ3世／11月26日没

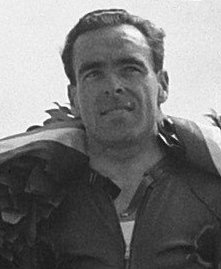
ケン・カバナ／11月26日没

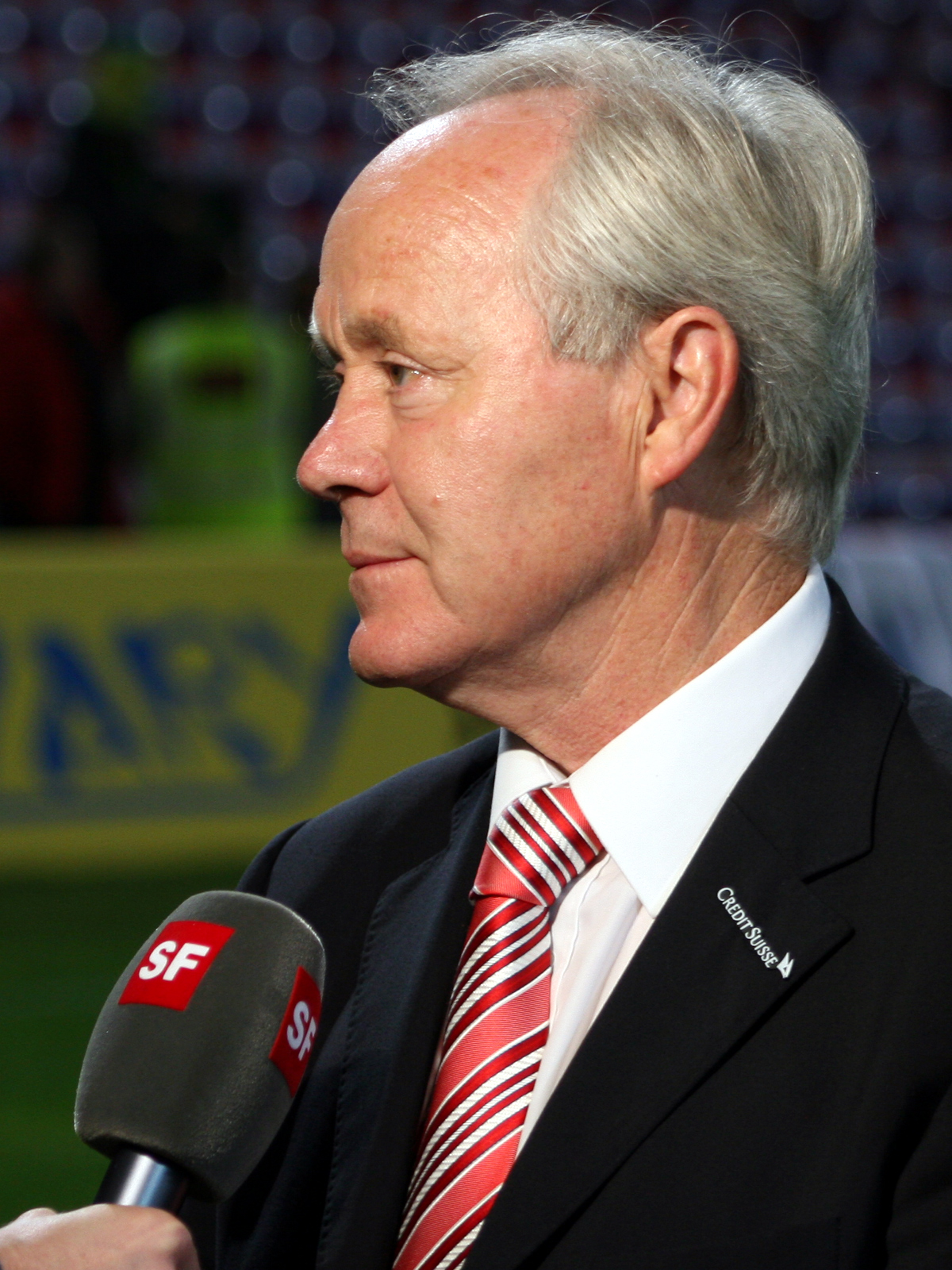
ヤコブ・クーン／11月26日没

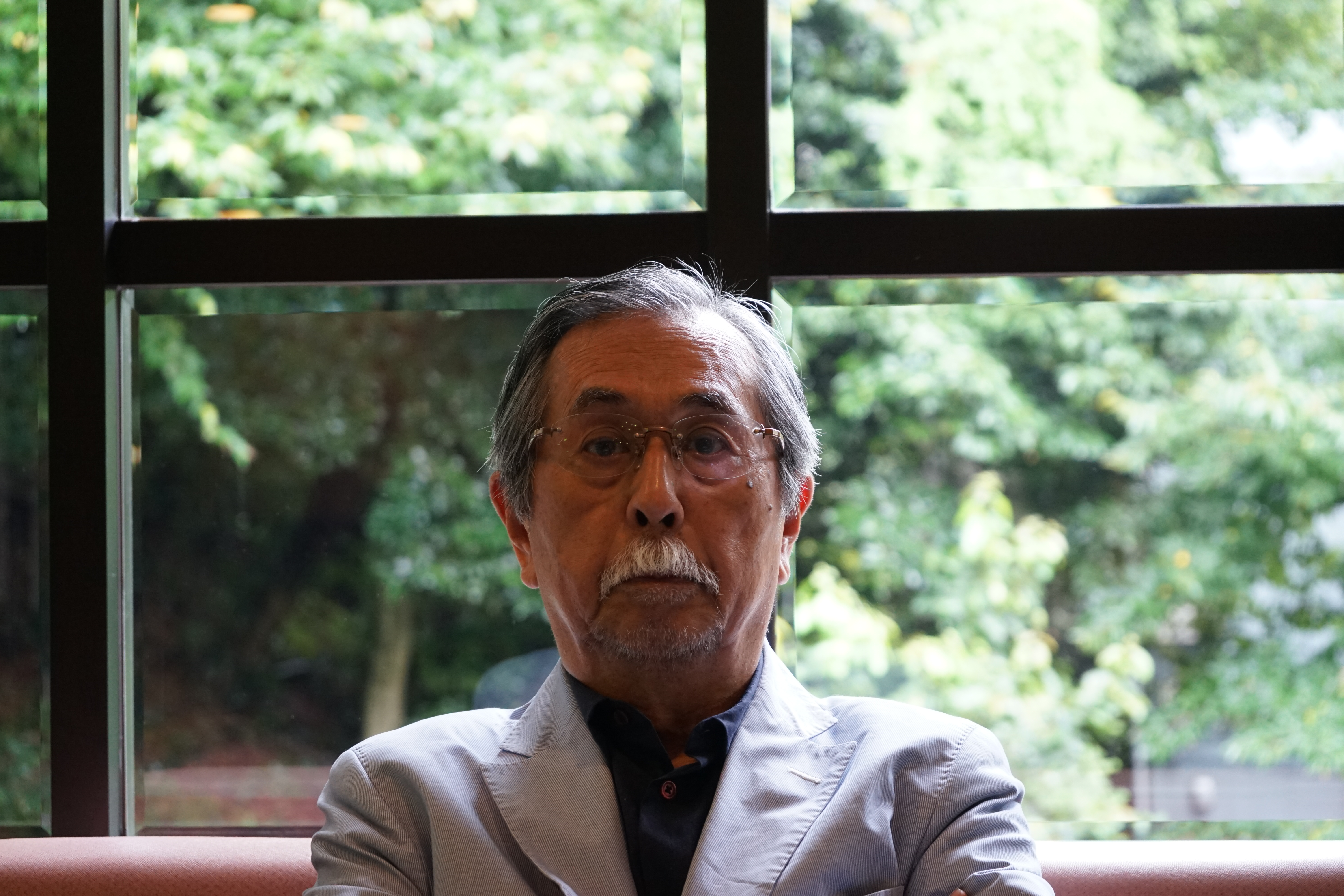
中野三敏／11月27日没

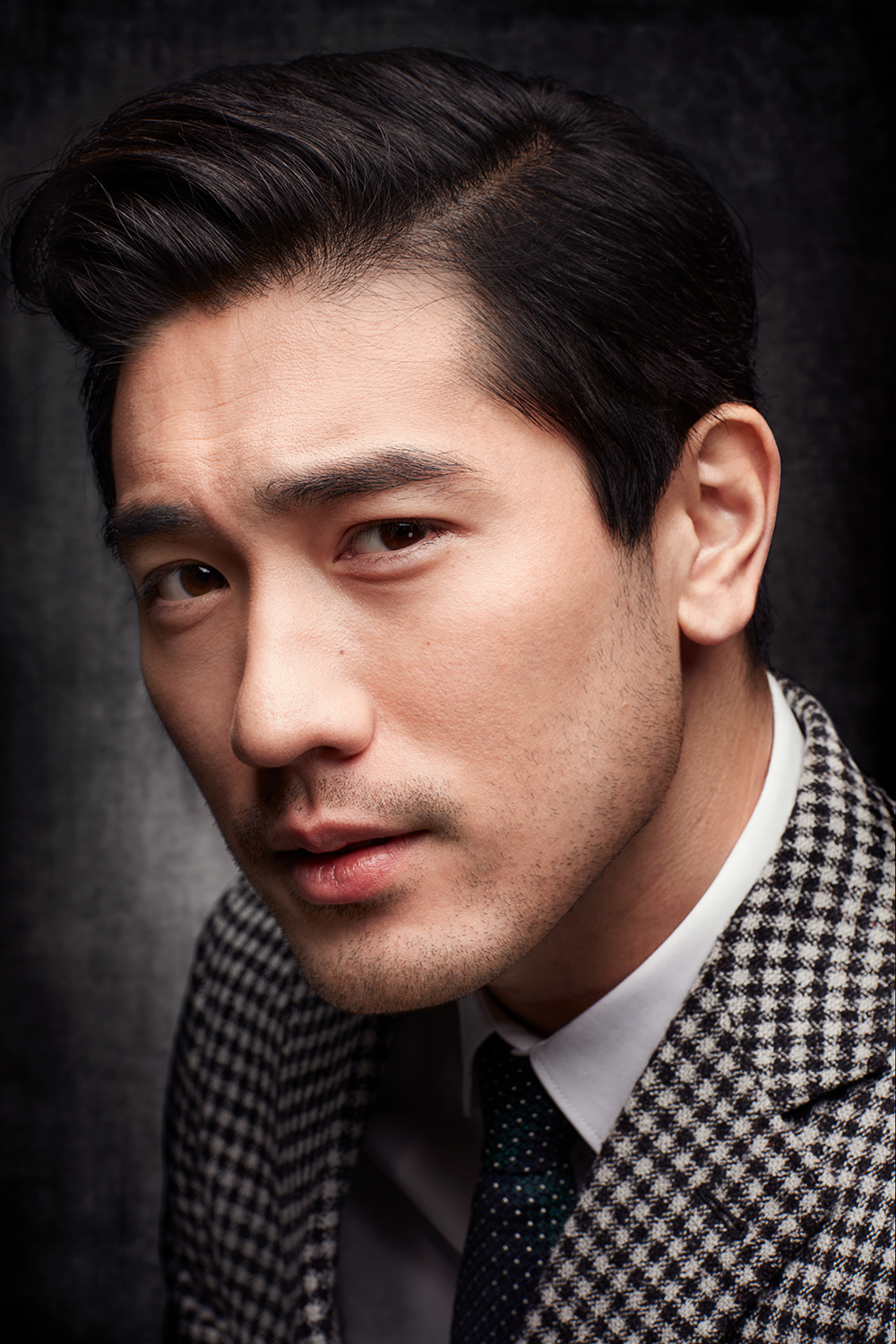
高以翔／11月27日没

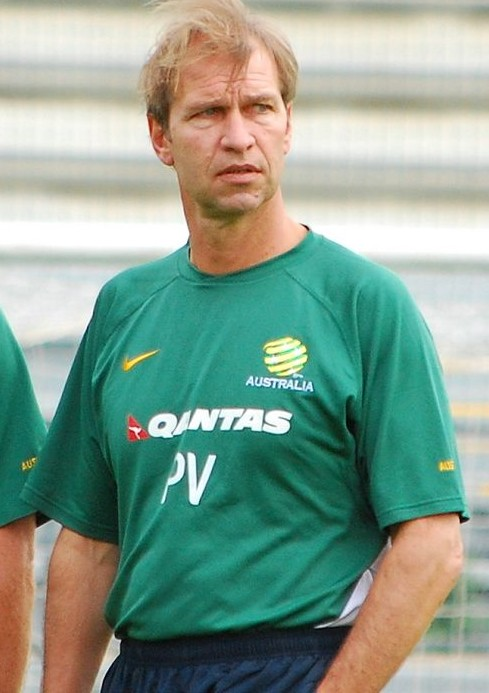
ピム・ファーベーク／11月28日没

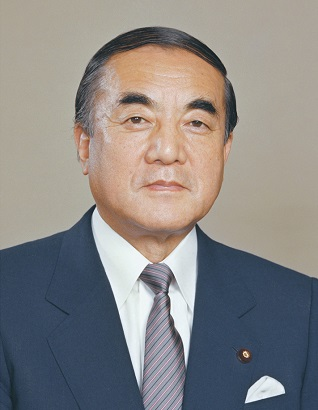
中曽根康弘／11月29日没

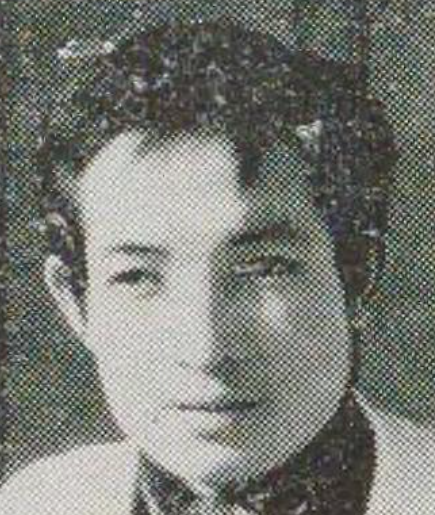
井上真樹夫／11月29日没

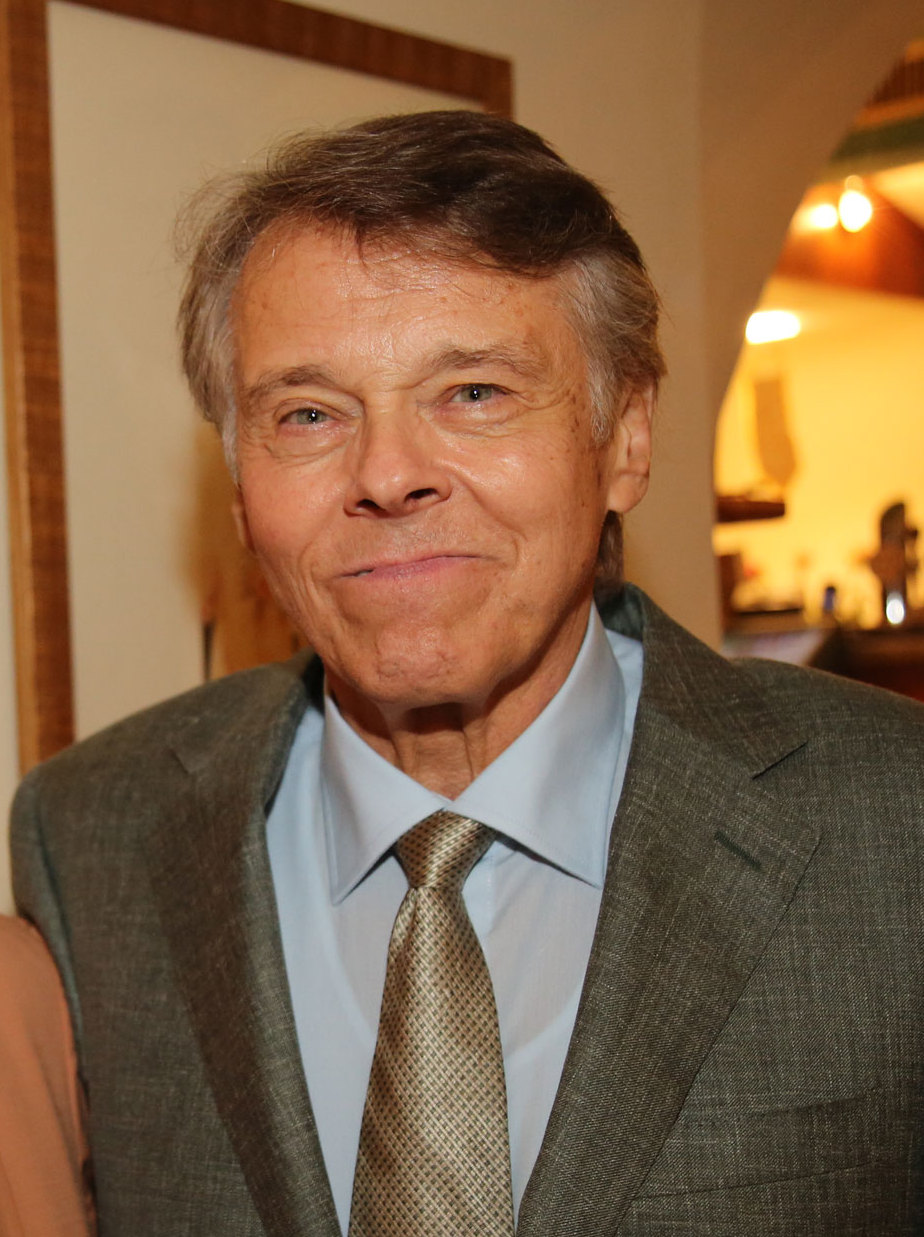
マリス・ヤンソンス／11月30日没

- 11月16日 - ヴォイチェフ・ヤスニー（英語版）、チェコの映画監督（* 1925年）[98]
- 11月16日 - 富良謝純、日本の英文学者、桜の聖母短期大学名誉教授（* 1932年?）[99]
- 11月16日 - 姫野道夫、日本の生化学者、大阪府立大学名誉教授（* 1937年?）[100]
- 11月16日 - テリー・オニール（英語版）、イギリスの写真家（* 1938年）[101]
- 11月16日 - ジョン・キャンベル・ブラウン （英語版）、スコットランドの天文学者、スコットランド王室天文官（* 1947年）[102]
- 11月16日 - ブロウニング・ブライアント（英語版）、アメリカ合衆国のシンガーソングライター（* 1957年）[103]
- 11月17日 - アドナン・パチャーチ（英語版）、イラクの政治家、元統治評議会議長、元外相（* 1923年）[104]
- 11月17日 - グスタフ・パイヒル（ドイツ語版）、オーストリアの建築家（* 1931年）[105]
- 11月17日 - 近藤利一、日本の実業家、馬主、合建代表取締役会長（* 1942年）[106]
- 11月17日 - 松本ちえこ、日本のタレント、女優（* 1959年）[107][108]
- 11月17日 - トゥカ・ロッチャ（英語版）、ブラジルのレーシングドライバー（* 1982年）[109]
- 11月17日 - 絵元とも、日本の漫画家（* 生年不詳）[110]
- 11月18日 - 岡田慶夫、日本の医学者、滋賀医科大学元学長・名誉教授（* 1926年）[111]
- 11月18日 - ブリジット・アダムス、イギリスのフィギュアスケート選手（* 1928年）[112]
- 11月18日 - 太田儔、日本の漆芸家、人間国宝（* 1931年）[113]
- 11月18日 - ノロドム・ボパ・デビィ（英語版）、カンボジアの王族、民族舞踊家、ノロドム・シハヌーク長女（* 1943年）[114]
- 11月18日 - 白川勝彦、日本の政治家、元自由民主党衆議院議員、第49代自治大臣、第59代国家公安委員会委員長（* 1945年）[115]
- 11月18日 - 木内みどり、日本の女優 （* 1950年）[116][117]
- 11月18日 - ブラッド・マッケイド（英語版）、アメリカ合衆国のゲームデザイナー（* 1968年）[118]
- 11月18日 - ライアン・コステロ（英語版）、アメリカ合衆国のMLB選手（* 1996年）[119]
- 11月19日 - 齋藤真成、日本の僧、洋画家（* 1917年）[120]
- 11月19日 - 石倉孝昭、日本の政治家、元島根県松江市長（* 1925年）[121]
- 11月19日 - D. M. ジャヤラトナ、スリランカの政治家、元首相（* 1931年）[122]
- 11月19日 - 藤井寿一、日本の分子血液学者、東京女子医科大学名誉教授（* 1947年）[123]
- 11月19日 - 鈴木康二朗、日本の元プロ野球選手【ヤクルトスワローズ・近鉄バファローズ所属】（* 1949年）[124]
- 11月19日 - フリッツ・フォン・ヴァイツゼッカー（ドイツ語版）、ドイツの医師、リヒャルト・フォン・ヴァイツゼッカー子息（* 1960年）[125]
- 11月20日 - ワッツ・ミサカ、アメリカ合衆国のバスケットボール選手（* 1923年）[126]
- 11月20日 - メアリー・グッド、アメリカ合衆国の無機化学者、元商務省次官（* 1931年）[127]
- 11月20日 - アモス・ラピドット（英語版）、イスラエルの元軍人、元航空宇宙軍長官（* 1934年）[128]
- 11月20日 - マイケル・J・ポラード、アメリカ合衆国の俳優（* 1939年）[129]
- 11月20日 - ジェイク・バートン、アメリカ合衆国のスノーボード選手、実業家、バートン・スノーボード創業者（* 1954年）[130]
- 11月20日 - ファビオ・バレット（英語版）、ブラジルの映画監督、映画プロデューサー、脚本家、俳優（* 1957年）[131]
- 11月21日 - アンドレエ・ラシャペルfr:Andrée Lachapelle、カナダの女優（* 1931年）[132]
- 11月21日 - 国正武重、日本の政治評論家、ジャーナリスト、元朝日新聞編集委員（* 1933年）[133]
- 11月21日 - ヤシャル・ビュユクアヌト、トルコの軍人【元参謀総長】（* 1940年）[134]
- 11月21日 - 佐伯俊男、日本の画家、イラストレーター（* 1945年）[135]
- 11月22日 - セシリア・セギッツィ（イタリア語版）、イタリアの作曲家、画家（* 1908年）[136]
- 11月22日 - ジャン・ドゥーシェ、フランスの映画評論家、映画監督、俳優（* 1929年）[137]
- 11月22日 - 丸山欣哉、日本の心理学者、東北大学名誉教授（* 1931年）[138]
- 11月22日 - 村田治、日本の実業家、元村田製作所会長（* 1932年）[139]
- 11月22日 - 武藤公志、日本の実業家、元浜井産業社長（* 1934年?）[140]
- 11月22日 - 豊平峰雲、日本の書家（* 1942年）[141]
- 11月22日 - スティーヴン・クレオバリー（英語版）、イギリスのオルガン奏者、音楽教師、キングス・カレッジ聖歌隊（英語版）音楽監督（* 1948年）[142]
- 11月23日 - エンリケ・イトゥリアガ（スペイン語版）、ペルーの作曲家（* 1918年）[143]
- 11月23日 - 倉田洋二、日本の元軍人、海洋研究者、アンガウルの戦い生存者（* 1923年?）[144]
- 11月23日 - アスンシオン・バラゲール（スペイン語版）、スペインの女優（* 1925年）[145]
- 11月23日 - 古川昌彦、日本の実業家、元三菱化成（現三菱ケミカル）社長、元日本経済団体連合会副会長（* 1927年）[146]
- 11月23日 - オリー・クロフト（英語版）、イギリスのダーツ団体理事、ブリティッシュ・ダーツ・オーガナイゼイション設立者（* 1929年）[147]
- 11月23日 - バーバラ・ヒラリー（英語版）、アメリカ合衆国の冒険家、黒人女性初の両極到達者（* 1931年）[148]
- 11月23日 - 白徳彰（中国語版）、中華人民共和国の俳優（* 1931年）[149]
- 11月23日 - 桐島正也、日本の実業家、小説『神鷲（ガルーダ）商人』のモデル（* 1932年）[150]
- 11月23日 - 桶田敬太郎、日本のお笑いタレント、構成作家、フォークダンスDE成子坂の元メンバー（* 1971年）[151]
- 11月23日 - キム・ソンフン（朝鮮語版）、大韓民国の野球選手（* 1998年）[152]
- 11月24日 - フアン・オレゴ＝サラス（スペイン語版）、チリ出身のアメリカ合衆国の作曲家（* 1919年）[153]
- 11月24日 - 宮原巍、日本出身のネパールの実業家、登山家（* 1934年）[154]
- 11月24日 - コリン・マウビー（英語版）、イギリスのオルガン奏者、合唱隊指揮者、作曲家（* 1936年）[155]
- 11月24日 - 石井礼子、日本の洋画家（* 1974年）[156]
- 11月24日 - ク・ハラ、大韓民国の歌手、女優、KARAの元メンバー（* 1991年）[157]
- 11月25日 - ピート・マッサー（英語版）、アメリカ合衆国の投資家（* 1926年）[158]
- 11月25日 - 張鏡湖（中国語版）、中華民国の地理学者、元中国文化大学理事長（* 1927年）[159]
- 11月25日 - 久田仁、日本の実業家、元内田洋行社長（* 1940年）[160]
- 11月25日 - 小林伸明、日本のビリヤード選手（* 1942年）[161]
- 11月26日 - ジェームズ・ホロウェイ3世、アメリカ合衆国の元軍人、元アメリカ海軍作戦部長、大将（* 1922年）[162]
- 11月26日 - ケン・カバナ、オーストラリアのオートバイレーサー、レーシングドライバー（* 1923年）[163]
- 11月26日 - イェシ・ドンデン（英語版）、チベットのチベット医学医師、元ダライ・ラマ14世主治医（* 1927年）[164]
- 11月26日 - 赤川安正、日本の代数学者、奈良女子大学名誉教授（* 1931年?）[165]
- 11月26日 - 宮崎紫光、日本の書家（* 1933年）[166]
- 11月26日 - 塘添亘男、日本の法人理事、元熊本市立熊本博物館長、社団法人熊本たけのこ会理事長（* 1933年?）[167]
- 11月26日 - ヤコブ・クーン、スイスの元サッカー選手・指導者、元同国代表・代表監督（* 1943年）[168]
- 11月26日 - 三辺夏雄、日本の行政法学者、横浜国立大学名誉教授（* 1943年）[169]
- 11月26日 - ゲイリー・ローズ（英語版）、イギリスのシェフ（* 1960年）[170]
- 11月27日 - 田中達夫、日本の元プロ野球選手【南海ホークス・阪急ブレーブス所属】（* 1927年）[171]
- 11月27日 - 竹盛天雄、日本の近代文学研究者、早稲田大学名誉教授（* 1928年）[172]
- 11月27日 - ウィリアム・ラッケルズハウス（英語版）、アメリカ合衆国の弁護士、官僚、元司法省次官、環境保護庁長官（* 1932年）[173]
- 11月27日 - ジョナサン・ミラー（英語版）、イギリスの舞台演出家、俳優、作家、司会者（* 1934年）[174]
- 11月27日 - ジェグォン・キム、朝鮮出身のアメリカ合衆国の哲学者、ブラウン大学名誉教授（* 1934年）[175]
- 11月27日 - 中野三敏、日本近世文学の研究者、九州大学名誉教授（* 1935年）[176]
- 11月27日 - ハー・ヴァン・タン、ベトナムの考古学者、歴史学者（* 1937年）[177]
- 11月27日 - 小野蓮明、日本の仏教学者、大谷大学名誉教授（* 1937年）[178]
- 11月27日 - 坂東武郎、日本の実業家、元日本金属社長（* 1939年?）[179]
- 11月27日 - ステファン・ダナイロフ（ブルガリア語版）、ブルガリアの俳優、政治家、元文化大臣（* 1942年）[180]
- 11月27日 - 高以翔、台湾の俳優、モデル（* 1984年）[181]
- 11月27日 - ブラッド・ゴブライト（英語版）、アメリカ合衆国のロッククライマー（* 1988年）[182]
- 11月28日 - 矢島信男、日本の特撮監督、特殊技術カメラマン（* 1928年）[183]
- 11月28日 - 冨江弘吉、日本の実業家、元伊藤忠食品会長（* 1930年?）[184]
- 11月28日 - ピム・ファーベーク、オランダの元サッカー選手、サッカー指導者、元大宮アルディージャ監督（* 1956年）[185]
- 11月29日 - 中曽根康弘、日本の政治家、元衆議院議員【民主党・国民民主党・改進党・日本民主党・自由民主党所属】、第71・72・73代内閣総理大臣、第11代自由民主党総裁（* 1918年）[186]
- 11月29日 - アーヴィング・バーギー（英語版）、アメリカ合衆国のミュージシャン、作詞家（* 1924年）[187]
- 11月29日 - 岡田宏、日本の公団理事、元日本鉄道建設公団総裁（* 1930年）[188]
- 11月29日 - 井上篤次郎、日本の海洋気象学者、神戸商船大学元学長・名誉教授（* 1934年?）[189]
- 11月29日 - 井上真樹夫、日本の声優、俳優（* 1938年）[190]
- 11月29日 - テリー・デ・ハヴィランド（英語版）、イギリスの靴デザイナー（* 1938年）[191]
- 11月29日 - 杉江宗祐、日本の政治家、元秋田県鹿角市長（* 1939年?）[192]
- 11月30日 - ブライアン・ティアニー（英語版）、イギリスの歴史学者、西洋中世学者（* 1922年）[193]
- 11月30日 - マイケル・ハワード、イギリスの歴史学者、国際戦略研究所名誉所長（* 1922年）[194]
- 11月30日 - 白簱史朗、日本の山岳写真家（* 1933年）[195]
- 11月30日 - マリス・ヤンソンス、ラトビアの指揮者、バイエルン放送交響楽団首席指揮者（* 1943年）[196]